# ブレンデン・アーロンソン
ブレンデン・ラッセル・アーロンソン（Brenden Russell Aaronson , 2000年10月22日 - ）は、アメリカ合衆国・ニュージャージー州メドフォード出身のサッカー選手。EFLチャンピオンシップ ・リーズ・ユナイテッドFC所属。ポジションはMF。

## 経歴

### クラブ
2015年に地元ニュージャージー州のシャウニー高校進学と同時にフィラデルフィア・ユニオンのユースアカデミーに入所。2017年にチームIIに昇格。2019年にトップチームに昇格し、3月3日のトロントFC戦でMLSデビュー。同月18日のアトランタ・ユナイテッドFC戦でプロ初ゴールを記録。以降先発に定着し、同年シーズンは30試合3ゴールを記録。同年シーズンのMLS新人王候補にも挙げられ、メディア投票で2位に入った。翌2020年は、新型コロナウイルスの感染拡大によるリーグ戦中断明けに開催されたMLSイズ・バック・トーナメントで活躍し、チームの準決勝進出に貢献。同大会のベストイレブンに選出された。これらの活躍もあり、ブンデスリーガのスカウト陣から『北米のカイ・ハフェルツ』と注目されるようになり、中でもボルシア・メンヒェングラートバッハが、アーロンソンの獲得を目指しているとも報じられた。
2020年10月16日、レッドブル・ザルツブルクと2025年までの5年契約を締結し、2021年1月より加入することが発表。加入後即先発に定着し、2020-21、2021-22シーズンのリーグ優勝に貢献した。
2022年5月26日、リーズ・ユナイテッドFCと2027年までの契約を締結したことが発表された。
2023年7月9日、1.FCウニオン・ベルリンにレンタル移籍した。

### 代表
2020年にアメリカ代表に初招集。2月2日のコスタリカ戦でフル代表デビューを果たした。

## 人物
- 3歳下の弟のパクステン・アーロンソンもアメリカ代表サッカー選手で、現在はアイントラハト・フランクフルトでプレーしている。

## 代表歴

### 出場大会
- アメリカ代表
  - 2022 FIFAワールドカップ

### 試合数
- 国際Aマッチ 38試合 8得点（2020年-）[8]

| アメリカ代表 | 国際Aマッチ | 国際Aマッチ |
| 年           | 出場        | 得点        |
| ------------ | ----------- | ----------- |
| 2020         | 2           | 1           |
| 2021         | 13          | 4           |
| 2022         | 13          | 1           |
| 2023         | 10          | 2           |
| 2024         |             |             |
| 通算         | 38          | 8           |

## タイトル
レッドブル・ザルツブルク
- ÖFBカップ : 2020-21
- ブンデスリーガ : 2020-21